# Komitet za međunarodnu saradnju studenata medicine — Srbija
Komitet za Međunarodnu Saradnju Studenata Medicine – Srbija (IFMSA-Serbia) je udruženje koje okuplja studente medicine širom Srbije. Udruženje je osnovano 1953. godine u Beogradu, a iste godine je postalo punopravni član Međunarodnog Udruženja Studenta Medicine – International Federation of Medical Students' Associations (IFMSA). IFMSA-Serbia predstavlja jednu od najstarijih članica ovog udruženja studenata.

## Aktivnosti
IFMSA-Serbia poštuje sva pravila rada koje zadaje IFMSA, te su aktivnosti podeljene u šest komiteta:
- Komitet za profesionalnu razmenu studenata – Standing Committee on Profesional Exchage (SCOPE)
- Komitet za naučnu razmenu studenata – Standing Committee on Research Exchange (SCORE)
- Komitet za javno zdravlje – Standing Committee on Public Health (SCOPH)
- Komitet za reproduktivno zdravlje i AIDS –Standing Committee on Reproductive Health including AIDS (SCORA)
- Komitet za medicinsku edukaciju – Standing Committee on Medical Education(SCOME)
- Komitet za ljudska prava i mir – Standing Committee on Human Rights and Peace (SCORP)

U okviru ovih komiteta sprovode se mnoge aktivnosti i projekti:
- Promovišu se  zdravi stilovi života i vršnjačka edukacija. Teme koje su se do sada obrađivale su: reproduktivno zdravlje i polno prenosive infekcije, bolesti zavisnosti, zdrava ishrana, prva pomoć.
- Organizuje se jednomesečna praksa za studente u internacionalnim medicinskim centrima i dočekuju se strane kolege koje dolaze u Srbiju na praksu. Promoviše se Srbija i srpska medicina.
- IFMSA-Serbia podržava Nacionalnu strategiju za borbu protiv duvanskog dima Republike Srbije
- Učestvuje u programu podrške transplantacije organa Ministarstva Zdravlja u okviru nacionalne kampanje „Produži život".
- Organizuje humanitarne žurke, među kojima su najpoznatije „Slatke žurke – Slatkiš za osmeh"

Neki od partnera koji su prepoznali kvalitet IFMSA-Serbia su: USAID - Agencija SAD za međunarodni razvoj, UNICEF - Unicef, UNAIDS, UNFPA (OUN), YPEER, Durex, Ministarstvo zdravlja Republike Srbije, Ministarstvo prosvete i nauke Republike Srbije, Ministartsvo omladine i sporta Republike Srbije, Republički zavod za zaštitu zdravlja, Klinički Centar Srbije, Medicinski fakulteti u Beogradu, Novom Sadu, Kragujevcu i Nišu, Sekretarijat grada Beograda, Zavod za zaštitu zdravlja studenata Beograd, Crveni krst Srbije, Donor-heroj i mnogi drugi.

## Lokalni Komitet Beograd
Lokalni Komitet Beograd je najstariji i najveći u IFMSA-Serbia. Osnovan je 1953. godine, dve godine nakon osnivanja IFMSA. Od 2000. godine u suterenu Dekanata Medicinskog fakulteta u Beogradu studenti prepoznaju plava vrata. Obično su prekrivena promotivnim plakatima akcija ili spiskovima zemalja sa kojima IFMSA-Serbia ima ugovore za studentsku razmenu.
LK Beograd je aktivan u okviru svih šest komiteta IFMSA:
- SCOPE & SCORE[3] – Popularni „razmenjaši“ tokom cele godine rade u Beogradu. Studenti sa svih strana sveta dolaze na fakultet na jednomesečnu praksu. IFMSA-Serbia sarađuje sa mnogim lekarima Kliničkog Centra Srbije koji su mentori studentima, a članovi IFMSA-Serbia se trude da boravak stranim studentima u Beogradu učine što zanimljivijim. Organizuje se i konkurs za odlazak studenata iz Beograda na studentsku razmenu u svetske medicinske centre. Svake godine se ugosti oko 60 stranih studenata, a isti broj kolega iz Beograda ode na razmenu.
- SCOPH – Žurke bez duvanskog dima postaju zaštitni znak ovog komiteta. Pored podrške Nacionalnoj kampanji za borbu protiv duvanskog dima, IFMSA-Serbia podržava i aktivno učestuje u programu „Produži Život“ – Transplantacija i donacija organa[4]. Vrše se edukacije mladih o pravilnoj ishrani, fizičkoj aktivnosti, zamkama koje postavljaju bolesti zavisnosti.
- SCORA – Organizuje se edukacija mladih iz oblasti reproduktivnog zdravlja. Vrši se distribucija prezervativa i edukativnog materijala. Ostvarena je sarađnja sa beogradskim osnovnim, srednjim školama i fakultetima. Aktivno se podržavaju akcije Udruženja obolelih od hepatitisa C – HRONOS.
- SCORP - Humanitarnom radu posvećeni su svi članovi LK Beograd. U kontinuitetu se sprovode akcije sakupljanja odeće, igračaka, slatkiša.
- SCOME – Najveći projekat ovog komiteta je „Farmakoterapijski pristup“ koji se već tradicionalno organizuje u saradnji sa NaPSER-om, i Farmaceutskim fakultetom u Beogradu. Supervizori i saradnici na ovom projektu su eminentni profesori oba fakulteta.

## Lokalni Komitet Kragujevac
Lokalni komitet Kragujevac je lokalni lomitet u IFMSA-Serbia osnovan 2000. godine. Svoje aktivnosti sprovodi u okviru svih šest komiteta:
- SCOPE & SCORE – Svake godine ugosti dvadesetak kolega iz inostranstva, koji dođu na jednomesečnu praksu na Medicinski fakultet u Kragujevcu. Naš tim “razmenjaša” trudi se da strane kolege upozna ne samo sa Kragujevcem veći i sa drugim lepotama Srbije, našom kulturom i svakodnevnim životom. Prijateljstva koja se sklapaju ostaju za ceo život. Takođe dvadesetak srpskih studenata dobije priliku da ode na jednomesečno usavršavanje u neki od internacionalnih medicinskih centara.
- SCOPH – U okviru komiteta za javno zdravlje organizujemo akcije i predavanja u cilju promovisanja zdravih stilova života. Kao volonteri podržavamo i akcije Instituta za javno zdravlje Kragujevac i Crvenog krsta u Kragujevcu.
- SCORA – SCORA tim se zalaže za rodne jednakosti, sexualnu tolerancju, kao i prevenciju sexualno prenosivih infekcija. Naša ciljna grupa su mladi i trudimo se da na maštovit način podignemo nivo svesti o ovim važnim pitanjima. Sarađujemo sa  Preventivnim Centrom i JAZASom.
- SCOME – Medicinsko obrazovanje je važna tema za sve nas. Trudimo se da podržimo studente u naučno-istraživačkom radu popularizacijom domaćih i medjunarodnih kongresa.
- SCORP – Humanitarne akcije su naša osnovna aktivnost. Zajedno sa fondacijom “Osmeh na dar” pomažemo najugroženijima u Srbiji.

LK Kragujevac otvara svoja vrata svim medicinarima Univerziteta u Kragujevcu.

## Lokalni Komitet Niš
Lokalni Komitet Nišima dugu tradiciju u Nišu. Danas on ima preko 30 članova koji vredno rade u okviru šest komiteta:
- SCOPE & SCORE – Svakog leta dolazi oko 20 stranih studenata. Oni dolaze na jednomesečnu praksu u Klinički Centar Niš, a tim volontera IFMSA-Serbia trudi se da im boravak u Nišu bude što lepši. Upoznaju se sa našom kulturom, tradicijom, zabavom i već godinama unazad oni se vraćaju svojim kućama sa lepim uspomenama iz Niša. Isti broj studenata iz Niša svake godine je u prilici da ode na usavršavanje u neki od svetskih Kliničkih centara.
- SCOPH – Ovaj tim volontera, predvođeni lokalnim koordinatorom tokom cele godine radi na promociji zdravih stilova života. Uključeni su u borbu protiv duvanskog dima, dijabetesa i drugih hroničnih oboljenja. Ukazuju na značaj zdravih životnih navika u cilju unapređenja i očuvanja zdravlja čitavog društva.
- SCORA – Ovaj komtet se ponosi aktivnostima kojima obeležava Svetski Dan borbe protiv side, ali ne samo 1. decembra već čitave godine, ukazujući na značaj prevencije seksualno prenosivih bolesti.
- SCOME – Glavni projekat SCOME-ja je Farmakoterapijski pristup koji se organizuje svake godine u Nišu. To je prilika da se okupe studenti medicine i farmacije i zajedno rešavaju zadatke koji se pred njih postavljaju. Profesori oba fakulteta takodje učestvuju u ovom projektu ukazujući na značaj saradnje ove dve struke u korist pacijenata.
- SCORP – Nekoliko godina unazad, u Nišu su izuzetno popularne humanitarne žurke. Često ove žurke podržavaju i poznate ličnosti srpske glumačke i muzičke scene. Pored dobre zabave, na ovim žurkama se sakuplja novac, slatkiši, garderoba za one kojima je to najpotrebnije.

## Lokalni Komitet Novi Sad
Lokalni Komitet Novi Sad danas ima oko 20 aktivnih članova koji svoje aktivnosti sprovode u okviru šest komiteta IFMSA-Serbia:
- SCOPE & SCORE – Svake godine Novosađani ugoste 20ak stranih studenata koji medicinsku praksu obavljaju na Kliničkom Centru u Novom Sadu. Cilj je da ova jednomesečna razmena studentima bude zabavna, da upoznaju Novi Sad i okolinu i da kući ponesu samo lepe uspomene i prijateljstva. Takođe se organizuje konkurs na kome dvadesetak studenata iz Novog Sada dobija priliku da ode na studentsku razmenu u neki od inostranih medicinskih centara.
- SCORA – Tim za promociju reproduktivnog zdravlja aktivno radi na informisanju pre svega omladine o važnosti prevencije seksualno prenosivih oboljenja. Pored  edukativnog materijala, dele se i kondomi.
- SCOPH – Ukazuju na značaj prevencije hroničnih bolesti, koje su danas u ekspanziji. Organizuju se tribine, deli se edukativni materijal i uključuju se u sve akcije koje organizuje Crveni krst. Aktivno učestvuju i podržavaju Kampanju „Produži život“  koja promoviše značaj donacije i transplantacije organa.
- SCOME – Pored zajedničkih akcija koje se sprovode sa studentima stomatologije, ipak je najznačajniji projekat u okviru ovog komiteta Farmakoterapijski pristup. Uključeni su i u organizaciju Nacionalnog kongresa studentata biomedicinskih nauka Srbije.
- SCORP – Kao i ostali komiteti u IFMSA-Serbia, trude se da organizuju humanitarne akcije prikupljanja slatkiša i odeće.

## Lokalni Komitet Priština (Kosovska Mitrovica)
Lokalni Komitet Priština (Kosovska Mitrovica) je najmlađi lokalni komitet ovog udruženja: 
- SCOPE & SCORE – Aktivan
- SCORA – Aktivan
- SCOPH – Aktivan
- SCOME – Aktivan
- SCORP – Aktivan

## Spoljašnje veze
- International Federation of Medical Students' Associations
- International Federation of Medical Students' Associations - Serbia (IFMSA-Serbia)